# (4090) Říšehvězd
(4090) Říšehvězd est un astéroïde de la ceinture principale d'une période orbitale de 1 321 jours (3,62 ans). Il est l'astéroïde dont le nom comporte le plus de diacritiques (quatre).
Il fut découvert le 2 septembre 1986 par Antonín Mrkos à l'observatoire de Kleť. L'astéroïde est baptisé d'après le populaire journal astronomique tchèque Říše hvězd (« le royaume des étoiles »).